# Laccario

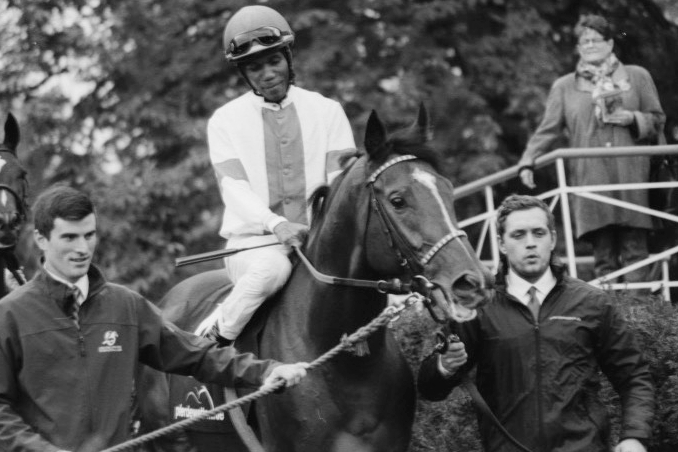
Lacarrio mit Eduardo Pedroza

Laccario (* 26. März 2016) ist ein Galopprennpferd, das 2019 unter Eduardo Pedroza das Deutsche Derby gewann. Der Hengst wurde vom Gestüt Hof Ittlingen in Werne gezogen. Sein Vater ist Scalo, seine Mutter Laccata von Lomitas.